# Alcains
Alcains is een plaats (freguesia) in de Portugese gemeente Castelo Branco en telt 4615 inwoners (2021).

## Geboren
- António Ramalho Eanes (1935) politicus, voormalig president